# Villa des Houseaux
Pour les articles homonymes, voir Houseaux (homonymie).
La villa des Houseaux est une voie du 20e arrondissement de Paris, en France.

## Situation et accès
La villa des Houseaux est une voie publique située dans le 20e arrondissement de Paris. Elle débute au 84, boulevard de Ménilmontant et se termine en impasse.

## Origine du nom

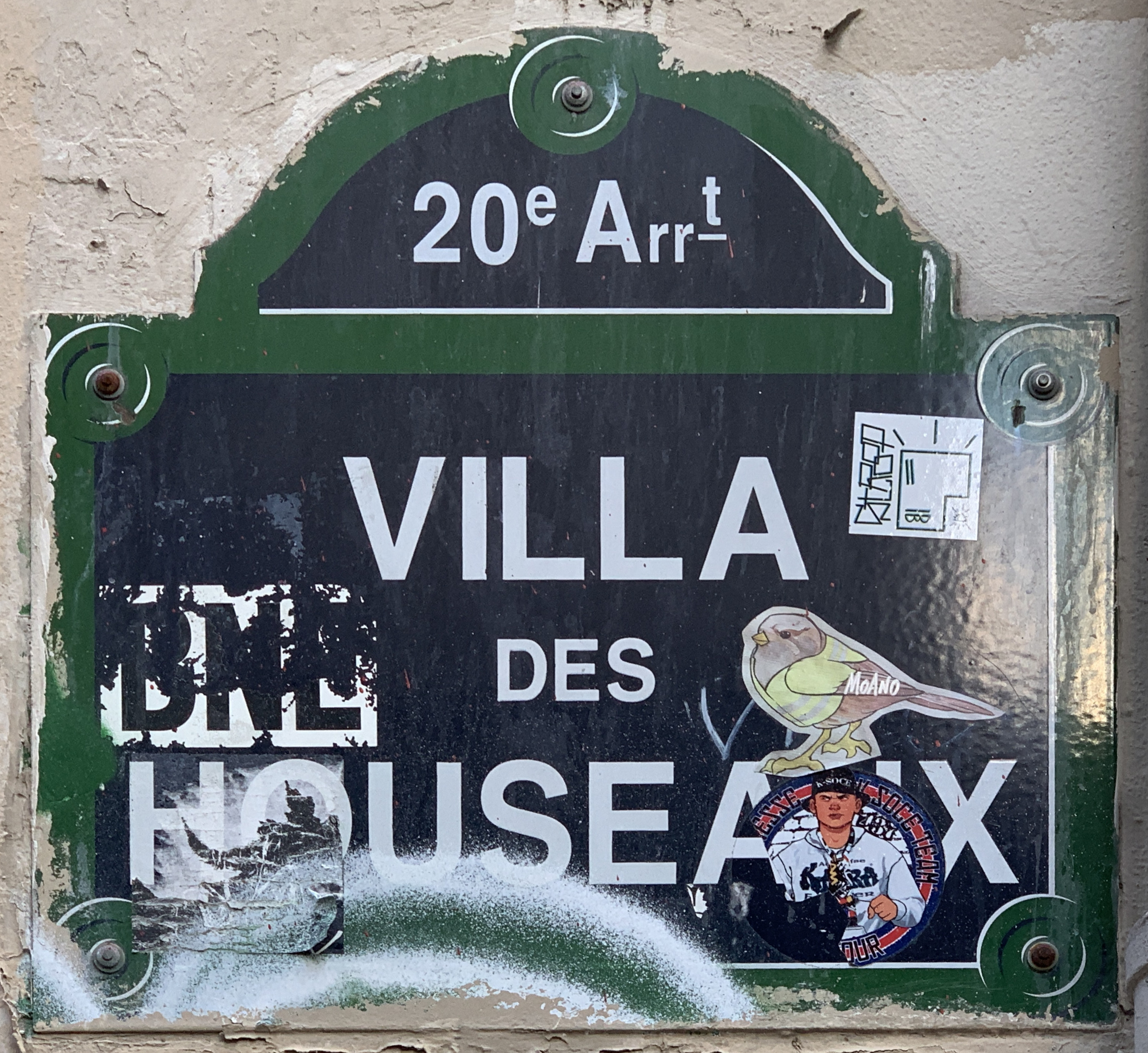
Plaque de la voie.

Le nom de cette voie rappelle la proximité d'un lieu-dit, les Osieaux, anciennement les Houzeaux, dont la forme de la parcelle évoquait celle des houseaux, hautes guêtres de cuir employées pour monter à cheval.

## Historique
La voie est créée par un arrêté du 27 janvier 1998 sous le nom provisoire de « voie Y/20 » et prend sa dénomination actuelle par un arrêté municipal du 5 juin 2000. 